# Il libro della giungla (film 2016)
Il libro della giungla (The Jungle Book) è un film drammatico d'avventura statunitense del 2016 diretto e co-prodotto da Jon Favreau, scritto da Justin Marks e prodotto dalla Walt Disney Pictures.
Il film è un remake in live action dell'omonimo film d'animazione del 1967, che a sua volta si ispira all'omonimo romanzo di Rudyard Kipling, pur discostandosene molto nella trama. Il film è interpretato da Neel Sethi nei panni di Mowgli, con le voci nella versione originale di Bill Murray, Ben Kingsley, Idris Elba, Lupita Nyong'o, Scarlett Johansson, Giancarlo Esposito e Christopher Walken.
Il libro della giungla è stato distribuito negli Stati Uniti il 15 aprile 2016. Ha incassato 966 milioni di dollari in tutto il mondo, diventando così il quinto film con il maggior incasso del 2016, e il consenso critico di Rotten Tomatoes lo descrive "tanto bello da vedere quanto avvincente da guardare". Ha vinto diversi riconoscimenti, tra cui un Oscar 2017 per i Migliori effetti speciali.

## Trama
Mowgli è un cucciolo d'uomo allevato da Raksha, una lupa indiana e dal suo branco, capeggiato dal saggio lupo Akela, al quale è stato portato quando era ancora un neonato dalla pantera nera Bagheera, che lo aveva trovato solo nella giungla. Mowgli deve affrontare continue sfide per stare al passo dei fratelli lupi e spesso viene rimproverato da Bagheera e Akela per il ricorso all'utilizzo di "trucchi umani", come la costruzione di utensili, invece di imparare a comportarsi da vero lupo.
Un giorno, durante la stagione secca, tutti gli animali della giungla si riuniscono all'unica pozza d'acqua rimasta ed entra in vigore la Tregua dell'Acqua, un trattato di non aggressione reciproca tra prede e predatori a causa della priorità data dal doversi dissetare. La pace tra gli animali è interrotta dall'arrivo della temibile tigre del Bengala Shere Khan, che inizialmente intenzionata solo a bere fiuta tra gli altri animali l'odore di Mowgli. La tigre accusa i lupi di proteggere il bambino, affermando che Mowgli diventerà sicuramente un uomo crudele come i suoi simili, e avverte che quando la Tregua finirà tornerà per ucciderlo. Quando arriva la stagione delle piogge i lupi si riuniscono per decidere come comportarsi a seguito della minaccia espressa dalla tigre. Prima che questi raggiungano un accordo, Mowgli decide volontariamente di lasciare la giungla per la sicurezza del suo branco e parte insieme a Bagheera per farsi portare ad un vicino villaggio umano.
Durante il cammino i due prima incontrano un branco di elefanti  indiani dove si inchinano perche gli animali  credono che erano stati loro a creare la giungla poi in un pascolo pieno di bufali d’acqua  e qui vengono attaccati da Shere Khan: Bagheera combatte contro la tigre, che però riesce a metterlo fuori gioco, mentre Mowgli riesce a scappare grazie all'aiuto di una mandria di bufali d'acqua. Mowgli, rimasto solo, si lascia trasportare dalla corrente di un fiume fino a giungere a una zona della giungla molto nebbiosa, dove si imbatte in Kaa, un enorme pitone delle rocce indiano femmina, che lo ipnotizza e lo avvolge nelle sue spire; durante l'ipnosi Mowgli rivive il momento in cui suo padre venne ucciso da Shere Khan, che rimase tuttavia accecato a un occhio dal "fiore rosso", espressione usata dagli animali per indicare il fuoco, lasciando orfano il piccolo Mowgli, che venne poi trovato da Bagheera. Mowgli sta per essere divorato da Kaa, ma viene salvato da un orso bruno himalayano di nome Baloo. Per ricambiare il favore, l'orso chiede al ragazzo di aiutarlo a raccogliere del miele, e seppur con molta riluttanza Mowgli accetta; in breve il ragazzo viene contagiato dallo stile di vita spensierato del suo nuovo amico orso e decide di rimanere a vivere con lui, all'insegna della canzone Lo stretto indispensabile. Nel frattempo, Shere Khan ritorna dal branco dei lupi; furioso per l'assenza di Mowgli, Shere Khan uccide Akela buttandolo dalla Rupe e decide di stabilirsi nel territorio, confidando che Mowgli tornerà per vendicarsi.
Bagheera ritrova Mowgli e lo esorta a recarsi al villaggio degli uomini. All'alba prima della partenza, Mowgli salva un cucciolo di elefante indiano lo stesso incontrato con Bagheera usando delle liane per farlo uscire dalla voragine in cui era intrappolato ottenendo così la fiducia degli elefanti, che sono ritenuti gli animali più importanti della giungla ed hanno la riverenza di tutti gli altri animal per aver crato tutta la giungla. Mowgli, dopo che anche Baloo gli ha detto che vuole che vada al villaggio degli uomini si rifugia su un albero dove viene rapito dalle bandar-log, delle scimmie che lo trasportano fino a un tempio indiano abbandonato, al cospetto di King Louie, il gigantopiteco loro capo, che cerca di convincere Mowgli a rivelargli il segreto del fiore rosso per poter diventare potente come l'uomo, dicendogli che in cambio lo proteggerà e gli permetterà di regnare insieme a lui. Baloo e Bagheera raggiungono il tempio e salvano Mowgli, ma vengono scoperti e inseguiti dalle scimmie e da Louie, che rivela a Mowgli che Akela è morto. Baloo e Bagheera  combattono le scimmie e Durante l'inseguimento Louie finisce sepolto sotto le macerie del tempio, di cui lui stesso ha provocato il crollo e Mowgli, riuscito a fuggire decide di tornare alla tana dei lupi e confrontarsi con Shere Khan.
Mowgli raggiunge il villaggio degli uomini, ruba una torcia e corre a sfidare la tigre, appiccando senza volerlo un incendio dietro di sé. Mowgli giunge alla pozza d'acqua, dove si sono radunati tutti gli animali e sfida apertamente Shere Khan. La tigre lo schernisce mostrandogli i danni causati dall'incendio e accusandolo di essere diventato crudele come tutti gli altri uomini. Mowgli, per dimostrare di tenere alla sua famiglia e alla giungla, getta la torcia nell'acqua, rimanendo indifeso. Shere Khan lo attacca ma Baloo, Bagheera e il branco di lupi gli si lanciano contro e sebbene nessuno di loro riesca a fermarlo, riescono tuttavia a rallentarlo e danno il tempo a Mowgli di preparare una trappola per sconfiggere la tigre: il ragazzo finge di arrendersi ed attira Shere Khan in cima a un albero morto tanto alto, il cui ramo si spezza per il suo peso e Shere Khan prima tenta di aggrapparsi; ma finisce per cadere nel fuoco morendo, mentre Mowgli si salva aggrappandosi ad una liana che aveva già assicurato.
Gli elefanti indiani gli stessi amici di Mowgli raggiungono Mowgli e spengono l'incendio deviando la corrente del fiume per ringraziarlo di aver salvato il loro cucciolo Infine, Raksha diventa il nuovo capobranco e il caro Mowgli decide di rimanere nella giungla con i suoi amici Baloo e Bagheera, decidendo di utilizzare i suoi trucchi umani per uso personale. Durante i titoli di coda, si scopre che King Louie è sopravvissuto alla distruzione del suo tempio e forse sta tramando vendetta.

## Personaggi
- Mowgli, interpretato da Neel Sethi e doppiato in italiano da Luca Tesei: è un ragazzino orfano (chiamato "cucciolo d'uomo" dagli altri animali) che è stato allevato dai lupi. La ricerca per il casting di Mowgli è stata ampia, con migliaia di bambini che hanno fatto audizioni dagli Stati Uniti, dal Regno Unito, dalla Nuova Zelanda e dal Canada. Alla fine, un esordiente Neel Sethi è stato confermato per il ruolo, con la direttrice del casting Rebecca Williams che lo ha descritto come l'incarnazione "del cuore, dell'umorismo e dell'audacia del personaggio. È caloroso e accessibile, ma ha un'intelligenza ben oltre i suoi anni e ha impressionato tutti noi." con la sua capacità di reggere il confronto in ogni situazione.[3] Sethi ha seguito un addestramento al parkour in preparazione per il ruolo.[4] Come nel film d'animazione, è generalmente innocente, gentile, ribelle, assertivo, incredibilmente coraggioso, con un lato sensibile e istinti fraterni. Per il live action, trascorre il suo tempo allenandosi con Bagheera e i suoi fratelli e ha un fascino per l'invenzione, usando tali creazioni per aiutarlo a sopravvivere, nonostante la sua mancanza di abilità animalesche.
- Baloo, doppiato in originale da Bill Murray e nella versione italiana da Neri Marcorè: un orso bruno himalayano simpatico, burlone, pigro e spensierato che ama vivere alla giornata e che attraverso la sua canzone Lo stretto indispensabile insegna a Mowgli che bastano le cose semplici per vivere bene la vita. La sua personalità è molto simile a quella del film Disney, però si dimostra parecchio combattivo quando necessario: infatti nel corso del film salverà Mowgli dalle fauci di Kaa, lo aiuterà a scappare dalle bandar-log e dal loro re Re Luigi e combatterà al fianco di Mowgli contro Shere Khan. Si mostra anche piuttosto intelligente, quando elabora un piano per salvare Mowgli dalle grinfie di King Louie, distraendo le scimmie mentre Bagheera prende Mowgli. Soffre di acrofobia, paura che supererà durante gli eventi del film. È il migliore amico del cucciolo d'uomo, nonché suo collega nell'utilizzo dei suoi "trucchi".
- Bagheera, doppiato in originale da Ben Kingsley e in italiano da Toni Servillo: una pantera nera e maestro di Mowgli, nonché voce narrante all'inizio e alla fine del film. Autoritario, brusco e con un grande rispetto della legge della giungla, è comunque un personaggio di buon cuore e un fedele amico del bambino. È stato proprio lui a trovare Mowgli quando era ancora molto piccolo e ad affidarlo al branco dei lupi; il primo fatto è stato confermato dalle parole di Kaa (che molto probabilmente era testimone del loro primo incontro). Essendo il più vecchio amico di Mowgli, gli resterà accanto per tutto il film, insegnandoli le regole e lo rimprovera solo quando usa i "trucchi". Sarà determinante nella lotta contro Shere Khan.
- Shere Khan, doppiato in originale da Idris Elba e in italiano da Alessandro Rossi: l'antagonista principale del film, e la tigre del Bengala. Feroce, spietato, vendicativo, subdolo, crudele, minaccioso, temuto, aggressivo, violento, arrogante, tirannico, assetato di potere e di pura malvagità, egli afferma di rispettare la legge della giungla, malgrado, come gli rinfaccia Raksha, cacci per piacere e uccida per potere. Shere Khan nutre un'acrimonia morbosa nei confronti dell'uomo e quando Mowgli era molto piccolo uccise suo padre che, prima di venire sbranato dalla fiera, gli bruciò la parte sinistra del muso facendolo diventare cieco da un occhio. Odia profondamente Mowgli così tanto da volerlo morto e arriva perfino a uccidere Akela per non avergli consegnato il bambino, e durante il suo regno di terrore sulla rupe del branco si accattiva la simpatia dei cuccioli di Raksha (tranne Grey, che non si fida della tigre), paragonando implicitamente Mowgli al cuculo che sfrutta la debolezza materna a spese dei piccoli veri. Quando Mowgli torna per affrontare Shere Khan, egli sfrutta l'incendio causato accidentalmente dal cucciolo d'uomo per mettere tutti gli animali contro di lui, accusandolo di essere diventato come tutti gli uomini ma ritrovandosi a dover affrontare prima Baloo, poi l'intero branco e Bagheera, pur di divorare il cucciolo d'uomo. Alla fine del film Mowgli attira Shere Khan in cima a un albero morto, il cui ramo si spezza, facendolo precipitare tra le fiamme e, presumibilmente, morire bruciato.
- Raksha, doppiata in originale da Lupita Nyong'o e in italiano da Violante Placido: madre adottiva di Mowgli. Molto materna, fa di tutto per proteggere i cuccioli del suo branco, soprattutto Mowgli. Insieme ad Akela, sarà la sola del branco a inveire contro Shere Khan per proteggere il figlio, da cui poi sarà costretta con grande tristezza a separarsi, quando Mowgli parte con Bagheera verso il villaggio degli uomini. Cercherà di proteggere i suoi cuccioli dalla subdola influenza di Shere Khan quando la tigre cercherà di corromperli, pur diventando intimorita dalla malvagità del grosso felino. Sarà determinante nella lotta contro il malvagio Shere Khan e, alla fine del film, prende il comando del branco dei lupi.
- Re Luigi, doppiato in originale da Christopher Walken e in italiano da Giancarlo Magalli: l'antagonista secondario del film, a differenza della versione animata del 1967, è un gigantopiteco (dato che gli oranghi non sono nativi dell'India o che comunque si sono estinti lì), una specie preistorica di scimmia, dalle sembianze di un orango del Borneo (riconoscibile dalla stazza). Sempre a differenza del film animato Louie è più sinistro e autoritario (la sua grossa stazza è ciò che obbliga le scimmie a servirlo) e brama di diventare il sovrano della giungla grazie a Mowgli, che tenta di convincere a rivelargli i segreti del fiore rosso (cioè il fuoco). Nella sua introduzione il titanico primate si mostrerà accomodante, gentile e pacato verso Mowgli, ma dopo aver espresso il suo desiderio di volere il fuoco per essere come l'uomo, mostrerà il suo lato più spaventoso, rivelandosi un essere assetato di potere e col delirio di onnipotenza, promettendo di proteggerlo da Shere Khan e di condividere insieme il dominio sulla giungla, ma diventando sempre più impaziente quando Mowgli gli dice di non saper creare il fuoco. Durante la fuga del cucciolo d'uomo, orchestrata da Bagheera e Baloo, nel tentativo di prenderlo distrugge alcune colonne del tempio, finendo sepolto dalle macerie. Le sue scimmie cercheranno di liberarlo ma ci riusciranno solo a fine film durante i titoli di coda, dove canterà la canzone Voglio esser come te.
- Kaa, doppiata in originale da Scarlett Johansson e in italiano da Giovanna Mezzogiorno: l'antagonista terziaria del film, è un gigantesco pitone desideroso di ipnotizzare e mangiare Mowgli. Nel Classico del 1967 Kaa è maschio, brontolone, sfortunato e un po' sciocco, ma anche subdolo e ingannatore, soffre di sinusite e ha una presenza maggiore. Qui è una femmina che ricopre un ruolo da narratrice. Rivelerà a Mowgli il suo passato, avendo molto probabilmente assistito agli eventi da lei stessa raccontati. Tenterà poi di mangiarlo, ma viene fermata e sconfitta da Baloo che riesce ad ucciderla in un breve ma intenso scontro. Durante i titoli di coda è presente la sua canzone Fidati di me con la voce della Johansson.
- Akela, doppiato in originale Giancarlo Esposito e in italiano da Luca Biagini: l'anziano capo del Popolo libero. Autoritario, severo, buono e rispettoso della legge della giungla, ha assunto il ruolo di figura paterna per Mowgli, sin da quando il cucciolo d'uomo fa parte del branco. Egli considera Mowgli un figlio, ma ha un po' di timore che il ragazzo con i suoi "trucchi" possa fare del male a sé stesso e al branco. È anche molto protettivo verso Mowgli, difendendolo fermamente davanti alla minaccia di Shere Khan e sarà lui a incoraggiare Raksha a lasciar andare il ragazzo, sapendo che pur essendo una separazione dolorosa solo il villaggio degli uomini potrà dare protezione al giovane. Verrà ucciso da Shere Khan, che lo azzannerà e lo getterà dalla rupe per non avergli consegnato Mowgli.
- Ritesh Rajan , è il padre di Mowgli, ucciso da Shere Khan. Viene mostrato al bambino attraverso l'ipnosi di Kaa, mentre cercava di proteggere il figlio in una grotta dalla tigre. Il cognome di questo personaggio secondario ricorda il nome dell'omonimo personaggio del sequel.
- Grey, doppiato in originale da Brighton Rose e in italiano da Giulio Bartolomei: è uno dei cuccioli di lupo e quello che più volte viene menzionato. Ha il pelo grigio ed è molto tenero, giocoso e affezionatissimo a Mowgli, che vede come un fratello e non come un uomo.

## Produzione
Il 9 luglio 2013, la Walt Disney Pictures annunciò che il remake live-action de Il libro della Giungla era in fase di sviluppo, con Justin Marks alla stesura della sceneggiatura. Il 5 novembre 2013 viene annunciato che Jon Favreau avrebbe diretto il film, incitato dal presidente dei Walt Disney Studios Alan Horn, per utilizzare le più recenti tecniche innovative in campo cinematografico, come il rendering fotorealistico, immagini generate al computer e la motion capture.
In un'intervista, riguardo al film, Jon Favreau ha affermato:
Il 6 marzo 2014 viene annunciato che Idris Elba avrebbe dato voce a Shere Khan. Il 23 aprile si sono unite al cast vocale Scarlett Johansson e Lupita Nyong'o nei panni di Kaa e Raksha. Il 25 giugno 2014 è stato annunciato che Ben Kingsley avrebbe doppiato Bagheera. Il 15 luglio 2015 viene annunciato che Mowgli sarebbe stato interpretato da Neel Sethi. Il 28 luglio 2014 si sono aggiunti al cast Christopher Walken e Giancarlo Esposito per dare voce a Re Luigi e Akela. Il 1 agosto 2014 Bill Murray si è unito al cast per dare voce a Baloo. Favreau ha deciso di apportare alcuni cambiamenti rispetto al libro e al cartone animato, affidando il ruolo di Kaa, in origine un maschio, a Johansson, poiché ha ritenuto che il film fosse "un po' troppo pieno di maschi". Inoltre ha deciso di cambiare la specie di King Louie (tradotto nel film d'animazione in Re Luigi) da orango a gigantopithecus, poiché gli oranghi non sono nativi dell'India mentre i gigantopithecus, ritrovati nel continente asiatico, lo erano.
Per l'attore che avrebbe interpretato Mowgli sono state fatte audizioni a migliaia di bambini da Stati Uniti, Regno Unito, Nuova Zelanda e Canada. Alla fine è stato scelto Neel Sethi. Sarah Finn ha descritto tale scelta poiché Sethi incarnava "il cuore, l'umorismo e l'audacia del personaggio. È sensibile e simpatico, ma è anche intelligente nonostante la giovane età e tutti noi siamo rimasti sorpresi dalla sua performance".

### Riprese
Le riprese si sono svolte interamente nei teatri di posa del Los Angeles Center Studios, nel centro di Los Angeles. I personaggi animali sono stati interamente creati con l'animazione al computer, anche grazie ad alcuni filmati e documentari dei movimenti di animali reali, mentre gli attori che prestano loro le voci hanno recitato in motion capture per il labiale. Favreau ha preferito usare poco il motion capture per non togliere movimenti realistici ai personaggi animali. La Moving Picture Company (MPC) e la Weta Digital hanno creato gli effetti visivi del film, fotografando e riproducendo alcuni paesaggi indiani come riferimenti per la post-produzione.

## Colonna sonora
La colonna sonora per Il libro della Giungla è composta da John Debney, collaboratore abituale di Jon Favreau. Richard M. Sherman, che aveva composto e scritto le canzoni per il film del 1967 insieme al defunto fratello Robert B. Sherman, ha scritto una nuova versione della canzone "Voglio essere come te" cantata da Walken. La canzone Lo stretto indispensabile, originariamente scritto da Terry Gilkyson, è inclusa nel film e cantata da Murray e Sethi.
La colonna sonora è stata pubblicata il 15 aprile 2016, dalla Walt Disney Records.

## Promozione
Il film è stato presentato al D23 Expo 2015 ad Anaheim. Il primo trailer è stato trasmesso il 14 settembre 2015 su Access Hollywood, ed è stato pubblicato online il 15 settembre. Nel febbraio 2016, in occasione del Super Bowl 50, è stato trasmesso il full trailer, disponibile anche in italiano.

## Distribuzione
Il film è stato distribuito il 14 aprile 2016 in Italia e il 15 aprile negli Stati Uniti, anche in Disney Digital 3D, RealD 3D e IMAX 3D.

### Edizione italiana
L'edizione italiana del film è stata curata dalla Disney Character Voices International con la supervisione di Roberto Morville, mentre la direzione del doppiaggio e i dialoghi sono curati da Maura Vespini con l'assistenza di Roberta Schiavon. Il doppiaggio italiano, invece, fu eseguito dalla Royfilm presso la SDI Media Italia. I testi italiani delle canzoni, quando differenti da quelli del film originale, sono di Ermavilo, e la direzione musicale è a cura di Virginia Tatoli.
Tale edizione incluse la partecipazione di diversi attori e personaggi dello spettacolo, tra cui Violante Placido, Giovanna Mezzogiorno, Toni Servillo e Neri Marcorè nei ruoli di Raksha, Kaa, Bagheera e Baloo; ma anche il ritorno di Alessandro Rossi nel ruolo di Shere Khan, già doppiatore del medesimo personaggio nella serie televisiva animata House of Mouse - Il Topoclub.

## Accoglienza

### Incassi
Il film è diventato un enorme successo al botteghino e un successo dormiente. Detenne il record per il remake con i maggiori incassi di tutti i tempi fino a quando La bella e la bestia non lo superò l'anno successivo. Ha incassato $ 364 milioni negli Stati Uniti e in Canada e $ 604 milioni in altri paesi per un totale mondiale di $ 968 milioni, contro un budget di $ 175 milioni. Deadline Hollywood ha calcolato che l'utile netto del film è stato di $ 258 milioni, considerando tutte le spese e le entrate per il film, rendendolo la sesta uscita più redditizia del 2016. È attualmente uno dei 100 film con maggiori incassi nella storia del cinema.
Le proiezioni nel suo weekend di apertura negli Stati Uniti e in Canada subirono un costante rialzo, a partire da $ 60 milioni fino a $ 88 milioni. Il libro della giungla è uscito venerdì 15 aprile 2016 su 9.500 schermi in 4.028 sale e ha incassato $ 32,4 milioni. Ciò include $ 4,2 milioni dalle anteprime di giovedì sera. Ha guadagnato $ 130,7 milioni nella sua prima settimana intera, la seconda più grande per un adattamento Disney live-action, dietro solo ai $ 146,6 milioni in sette giorni lordi di Alice in Wonderland. Sostenuto da un favorevole passaparola e beneficiando delle vacanze di primavera, è sceso solo del 40% nel suo secondo fine settimana guadagnando $ 61,5 milioni, mantenendo ancora la prima posizione. Ciò colloca Il libro della giungla tra i migliori secondi fine settimana di tutti i tempi e, in termini di film che sono usciti sopra i $ 100 milioni, ha segnato il quarto calo minore dietro Shrek 2 (−33%), Spider-Man (− 39%) e Star Wars - Il risveglio della Forza (−39%).
Il film è uscito in circa 70 paesi. In India, ha segnato il secondo più grande giorno di apertura per un film di Hollywood, guadagnando $ 1,51 milioni (dietro Avengers: Age of Ultron) da circa 1.500 schermi e ha continuato a segnare il secondo più grande weekend di apertura hollywoodiana di tutti i tempi, con $ 8,4 milioni da 1.600 schermi. È stato il film di maggior incasso del 2016 in Europa con un totale di $ 209 milioni.

### Critica
Su Rotten Tomatoes, il film detiene un indice di gradimento del 94% basato su 330 recensioni e una valutazione media di 8,60/10. Il suo consenso critico recita: "Tanto bello da vedere quanto avvincente da guardare, Il libro della giungla è il raro remake che in realtà migliora rispetto ai suoi predecessori, il tutto stabilendo un nuovo standard per la CGI". Su Metacritic, il film ha un punteggio medio ponderato di 77 su 100, basato su 49 critici, indicando "recensioni generalmente favorevoli".
Le performance vocali di Bill Murray, Idris Elba e Ben Kingsley sono state particolarmente apprezzate.
Todd McCarthy di The Hollywood Reporter ha scritto: "Eccezionalmente bello da vedere e sostenuto da un cast vocale stellare, questa ennesima interpretazione cinematografica dei racconti di Rudyard Kipling delle avventure del giovane Mowgli tra le creature della giungla indiana si rivela del tutto coinvolgente, anche se alla fine manca di sottotesto e peso tematico". Andrew Barker di Variety ha ritenuto che questa versione "non possa competere con la scioltezza lanosa del classico d'animazione Disney del 1967, ovviamente, ma riesce da sola così bene che tali confronti sono appena necessari".
Richard Roeper del Chicago Sun-Times ha assegnato al film tre stelle e mezza, indicando la CGI come l'apice del film. L'ha etichettato come "una versione magnificamente resa e visivamente accattivante dei racconti spesso filmati di Rudyard Kipling", ma ha trovato i numeri musicali banali, dicendo che senza i numeri musicali, il film avrebbe potuto essere un'avventura più snella ed esilarante. Kenneth Turan del Los Angeles Times ha osservato che "Il libro della giungla è il tipo di film per famiglie calcolato per far desiderare anche a chi non ha famiglia di averne una con sé". Peter Travers di Rolling Stone ha assegnato al film tre stelle e mezza su quattro, etichettandolo come spaventoso ed emozionante, ma unico e indimenticabile, e aggiungendo che "ci riempie di qualcosa di raro nei film di oggi: un senso di meraviglia".

## Riconoscimenti
- 2017 – Premio Oscar
  - Migliori effetti speciali (Robert Legato, Adam Valdez, Andrew R. Jones, Dan Lemmon)
- 2017 - Premio BAFTA
  - Migliori effetti speciali (Robert Legato, Dan Lemmon, Andrew R. Jones, Adam Valdez)
- 2017 - Empire Awards
  - Candidatura - Migliori effetti visivi
- 2017 - Saturn Award
  - Miglior film fantasy
  - Candidatura - Miglior regia (Jon Favreau)
  - Candidatura - Miglior attore emergente (Neel Sethi)
  - Candidatura - Miglior attore non protagonista (Christopher Walken)
  - Candidatura - Miglior montaggio (Mark Livolsi)
  - Candidatura - Migliori effetti speciali (Robert Legato, Adam Valdez, Andrew R. Jones, Dan Lemmon)
- 2016 - Teen Choice Awards
  - Candidatura - Miglior film d'azione
  - Candidatura - Miglior attore in un film d'azione (Neel Sethi)
  - Candidatura - Miglior stella emergente in un film (Neel Sethi)
- 2017 - Satellite Award
  - Migliore fotografia (Bill Pope)
  - Migliori effetti visivi (Robert Legato, Andrew R. Jones, Adam Valdez, Dan Lemmon)
  - Candidatura - Miglior sceneggiatura non originale (Justin Marks)
  - Candidatura - Migliore scenografia (Christopher Glass)
  - Candidatura - Miglior suono
  - Candidatura - Miglior film d'animazione o a tecnica mista
  - Candidatura - Miglior colonna sonora originale (John Debney)
- 2017 - People's Choice Awards
  - Candidatura - Film per famiglie preferito
  - Candidatura - Migliore voce per un film d'animazione (Bill Murray)
- 2016 - Nickelodeon Kids' Choice Awards
  - Candidatura - Film preferito
  - Candidatura - Animale preferito (Baloo)
  - Candidatura - Migliori amici (Bill Murray e Neel Sethi)
- 2017 - American Cinema Editors
  - Candidatura - Miglior montatore in un film commedia o musicale (Mark Livolsi)
- 2017 - Premi Visual Effects Society
  - Migliori effetti visivi fotorealistici (Robert Legato, Joyce Cox, Andrew R. Jones, Adam Valdez, J.D. Schwalm)
  - Miglior cinematografia virtuale in un progetto di fotorealismo (Bill Pope, Robert Legato, Gary Roberts, John Brennan)
  - Migliori effetti simulati in fotorealismo (Oliver Winwood, Fabian Nowak, David Schneider, Ludovic Ramisandraina) (effetti naturali)
  - Miglior composizione fotorealistica (Christoph Salzmann, Saki Mitchell, Matthew Adams, Max Stummer)
  - Miglior performance animata in fotorealismo (Paul Story, Dennis Yoo, Eteuati Tema, Andrei Coval) (Re Luigi)
  - Candidatura - Miglior performance animata in fotorealismo (Ben Jones, Julio Del Rio Hernandez, Jake Harrell, James Hood) (Shere Khan)
- 2017 - Annie Award
  - Miglior animazione dei personaggi in un film d'animazione (Andrew R. Jones, Peta Bayley, Gabriele Zucchelli, Ben Jones)
  - Candidatura - Miglior animazione dei personaggi in un film d'animazione (Andrew R. Jones, Paul Story, Dennis Yoo, Eteuati Tema, Andrei Coval)
- 2017 - ASCAP Film and Television Music Awards
  - Top Box Office Films (John Debney)
- 2016 - Awards Circuit Community Awards
  - Migliori effetti visivi (Robert Legato, Adam Valdez, Andrew R. Jones, Dan Lemmon)
- 2017 - Behind the Voice Actors Awards
  - Candidatura - Miglior doppiaggio maschile condotto in un film (Bill Murray)
  - Candidatura - Miglior doppiaggio maschile condotto in un film (Idris Elba)
  - Candidatura - Miglior doppiaggio femminile condotto in un film (Lupita Nyong'o)
  - Candidatura - Miglior cast di doppiatori in un film (Bill Murray, Ben Kingsley, Idris Elba, Lupita Nyong'o, Giancarlo Esposito, Christopher Walken, Scarlett Johansson, Garry Shandling)
- 2017 - Black Reel Awards
  - Miglior doppiaggio (Idris Elba)
  - Candidatura - Miglior doppiaggio (Lupita Nyong'o)
- 2016 - Critics' Choice Awards
  - Migliori effetti speciali
- 2016 - Golden Trailer Awards
  - Miglior film d'animazione o per famiglie
  - Miglior tema originale
  - Miglior Spot TV d'animazione o per famiglie
  - Miglior tema originale in uno Spot TV
  - Candidatura - Miglior dimostrazione
  - Candidatura - Miglior film d'avventura o fantasy
  - Candidatura - Miglior Spot Tv di un film d'avventura o fantasy
- 2016 - Hollywood Blockbusters Awards
  - Miglior film (Jon Favreau)
- 2016 - Hollywood Film Awards
  - Sonoro dell'anno (Christopher Boyes, Frank E. Eulner)
- 2016 - Hollywood Music In Media Awards
  - Miglior colonna sonora di un film sci-fi/fantasy (John Debney)
- 2017 - Image Awards
  - Miglior doppiaggio di un personaggio in TV o al cinema (Idris Elba)
- 2017 - Sierra Award
  - Migliori effetti visivi
  - Candidatura - Miglior film per famiglie
- 2016 - San Diego Film Critics Society Awards
  - Migliori effetti speciali